# Sclerococcum normandinae
Sclerococcum normandinae är en lavart som beskrevs av Diederich & Etayo 1995. Sclerococcum normandinae ingår i släktet Sclerococcum, divisionen sporsäcksvampar och riket svampar.   Inga underarter finns listade i Catalogue of Life.